# Aietes
Aietes (græsk: Αἰήτης) var i græsk mytologi konge af Kolkis og søn af solguden Helios. 
Aietes var far till Medea, Chalciope og Absyrtos.
| Mytologi | Spire Denne artikel om mytologi er en spire som bør udbygges. Du er velkommen til at hjælpe Wikipedia ved at udvide den. |